# المطبخ الكاكوزي
المطبخ الكاكوزي بمعنى عادات الأكل عند الكاكوز، ولا سيما منتجات الألبان واللحوم والحبوب وهي الغذاء الأساسي عند أهل البادية منهم.